# Петер Дубовски
Петер Дубовски (на чешки: Peter Dubovský) (7 май 1972 – 23 юни 2000) е бивш словашки футболист, нападател.

## Кариера
Дошъл в Слован Братислава през 1989 г. от Винохради срещу трансферната сума от пет бутилки шампанско, Дубовски се превръща в най-добрия словашки играч след независимостта на страната. Голмайстор на последните две чехословашки първенства през 1992 и 1993 г.
Футболният поет веднага бива закупен от Реал Мадрид, където изкарва две години. Следват пет години в Реал Овиедо, където му предлагат пожизнен договор, но Дубовски умира на 23 юни 2000 г., след плувен инцидент в Ко Самуй, Тайланд.